# Hoya cumingiana
Hoya cumingiana ist eine Pflanzenart der Gattung der Wachsblumen (Hoya) aus der Unterfamilie der Seidenpflanzengewächse (Asclepiadoideae).

## Merkmale
Hoya cumingiana ist ein strauchartiger Epiphyt. Die Triebe sind zylindrisch und spärlich mit feinen Härchen besetzt. Die Internodien sind bis zu 22 mm und 4 mm im Durchmesser. Die gestielten Blätter sind elliptisch bis rundlich, 30 bis 55 mm lang und 20 bis 30 mm breit. Sie sind glatt mit einer grünen Oberseite und einer hellgrünen Unterseite. Das Blattende ist zugespitzt, die Blattbasis herzförmig, der Stiel ist 2 bis 3 mm lang. Der Blütenstand ist doldenförmig bis razemiform und sitzt auf einem bis zu 17 mm langen Stiel. Der Blütenstand ist 15 bis 20-blütig und hängt meist. Die Blüten sind ca. 9 mm lang, 10 mm im Durchmesser und sitzen auf einem 17 bis 22 mm langen Stiel. Die Kelchblätter sind lanzettförmig, 2,3 mm lang und 0,9 bis 1,1 mm breit. Die Blütenkrone ist zurückgebogen und gelblich-cremefarben. Die Oberseite ist dicht mit feinen Härchen besetzt, die Unterseite ist unbehaart. Die Kronenröhre ist ca. 3 mm hoch und misst 3 mm im Durchmesser. Die Kronenzipfel sind lanzettförmig bis dreieckig, bis 4,3 mm lang und bis 3,8 mm breit. Die kurz gestielte Nebenkrone hat einen Durchmesser von 6 bis 7 mm und ist 2,5 bis 5 mm lang (hoch). Sie ist grünlichbraun bis rotbraun gefärbt, das Zentrum purpur. Die Nebenkronenzipfel sind 2,5 bis 3,7 mm lang und 1 bis 1,7 mm breit; der Apex ist gerundet.

## Geographisches Vorkommen
Die Art kommt auf den Inseln Luzon, Palawan und Mindoro der Philippinen sowie auf Java (Indonesien) vor. Letzteres Vorkommen wird aber in Frage gestellt; möglicherweise handelt es sich um eine andere Art. Sie wächst neben dem natürlichen Vorkommen in tropischen Regenwäldern auch an Straßenrändern und anderen vom Menschen beeinflussten Habitaten.

## Systematik
Man kann zwei Unterarten unterscheiden:
- Hoya cumingiana subsp. catanauanensis Kloppenb. & G.Mend.: Sie kommt auf den Philippinen vor.[2]
- Hoya cumingiana subsp. cumingiana: Sie kommt auf Borneo, Java und auf den Philippinen vor.[2]